# Поганий жанр
«Поганий жанр» («Mauvais Genre») — французька кінокомедія 1997 року, знята режисером Лораном Бенегі.

## Сюжет
Марсьяль живе з Люсі і щойно опублікував свій перший роман, який дуже автобіографічний. Під час просування своєї книги він зустрічає Каміллу, яка надихає його на написання другого роману.

## У ролях
- Жак Гамблен: Марсьяль
- Еліна Левенсон: Люсі
- Моніка Беллуччі: Камілла
- Крістіан Кохенді: мати Марсьяля
- Мішель Омон: Бернар Бронден
- Аньєс Обадіа: Мішель
- Жан-Франсуа Пер'є: книготорговець
- Лоран Ольмедо: Рікардо
- Майкл Лонсдейл: Оноре де Бальзак
- Бруно Соло: доктор Бельхас

## Знімальна група
- Режисер: Лоран Бенегі
- Сценарій: Лоран Бенегі, Жан-Люк Гаже
- Продюсер: Шарль Гассо, Жак Енстен
- Оператор: Паскаль Жаннесо
- Композитор: Лорен Кок, Бенжамін Раффаеллі
- Художник: Жан-Марк Керделю, Сесіль Арлет Колін, Жаклін Бочар
- Монтаж: Жан-Люк Гаже